# Chrysolepis orlensis
Chrysolepis — рід доісторичних морських лопатеперих риб, які жили в пізньому девонському періоді. Він містить один вид, C. orlensis, відомий із середнього фамену Орловської області. Це єдиний представник родини Chrysolepididae, збудований завдяки своїй дуже чіткій морфології, якої немає серед інших Osteolepiformes. Це може бути сестринським таксоном до Tristichopteridae з Eotetrapodiformes.